# 楚留香 (電視劇)
《楚留香》（英語：Chor Lau Heung）是1979年香港電視廣播有限公司根據古龍所著的武俠小說《楚留香傳奇》（舊名「鐵血傳奇」，《楚留香》系列之一）改編而拍攝製作的古裝武俠劇集，為無綫電視12週年台慶劇，全劇共65集，監製王天林。

## 平台
| 頻道                                      | 所在地          | 播映日期                     | 播出時間                                               |
| ----------------------------------------- | --------------- | ---------------------------- | ------------------------------------------------------ |
| 中国中央电视台电视剧频道                  | 中国大陆        | 2007年12月5日                | 00:00                                                  |
| 中視 (頻道)                               | 臺灣            | 1982年4月18日 2011年12月16日 | 週日20:00（1982年） 週一至週五 16:00～17:00 （2011年） |
| MCOT Family Nunber 14 (เอ็มคอตแฟมิลี ช่อง 14) | 泰國 (ชอลิ้วเฮียง) | 2018年7月3日-2019年1月28日   | 和周二 20:15 - 21:00                                   |
| MCOT Family Nunber 14 (เอ็มคอตแฟมิลี ช่อง 14) | 泰國 (ชอลิ้วเฮียง) | 2019年2月4日-2019年月日      | 每周一至周三14：00-15：00，从21.00到22.00。            |

## 概要
《楚留香》基本上是原作小說中《鐵血傳奇》的故事，不過和原作有多處不同。其一是沈珊姑，角色名改為「沈慧珊」，戲份也大增；另外，楚留香多了一項絕技「彈指神功」。 後來，因多個劇組開拍，人員調度支應問題，以致後期劇情改動幅度極大，最後蘇蓉蓉又因楚留香而死，使楚留香決定退出江湖、雲遊四海。
《楚留香》曾經於1982年、1990年3月及2015年在翡翠台重播。由於大受歡迎，其電視劇續作不少。
根據新加坡廣播局的統計數字，當時以粵語原音在當地播出的《楚留香》，是該國1979年電視節目的收視冠軍。
《楚留香》在台灣原本以金鐘獎「外片觀摩」方式，在中視以粵語原音播出首兩集；大受好評後，中視正式購入台灣播映權，並以國語配音播出。1982年4月18日20:00開播之後，曾創下百分之七十的高收視率，掀起1980年代台灣港劇熱潮；每當週末一到，計程車司機不載客，夜市小販不擺攤，全待在家裡看《楚留香》，當時僅能以「萬人空巷」形容，主題曲更是傳誦台灣大街小巷。《楚留香》在中視播出到1982年8月8日結束，1982年8月15日由每星期日播出90分鐘的單元劇《天涯赤子情》接檔。
《楚留香》主題曲由顧嘉煇作曲、編曲，鄧偉雄與黃霑填詞，鄭少秋主唱。在台灣播出時的國語版主題曲，由原野三重唱男高音王強主唱。

## 演員
楚留香一行
- 鄭少秋 飾 楚留香（台灣播映版國語配音：杜滿生）
- 趙雅芝 飾 蘇蓉蓉
- 高妙思 飾 李紅袖
- 廖安麗 飾 宋甜兒
- 吳孟達 飾 胡鐵花
- 夏　雨 飾 姬冰雁
- 汪明荃 飾 沈慧珊，天星幫
- 黃樹棠 飾 中原一點紅
- 歐陽珮珊 飾 黑珍珠
- 韓馬利 飾 沈慧琳，沈慧珊妹妹

高家
- 程可為 飾 高亞男
- 關海山 飾 高冠英
- 上官玉 飾 高太君
- 羅國維 飾 胡安屏，高家莊女婿
- 佩　雲 飾 胡妻，高太君幼女
- 白文彪 飾 高冠忠
- 何璧堅 飾 高冠勇

石家
- 梁　珊 飾 石觀音
- 關　聰 飾 無花
- 黃允財 飾 南宮靈
- 談泉慶 飾 天楓十四郎，無花與南宮靈的父親

其他
- 張　生 飾 任慈
- 朱　剛 飾 宋剛
- 梁　鴻 饰 孙学圃
- 森　森 飾 琵琶公主
- 張英才 飾 樓蘭國王
- 胡美儀 飾 樓蘭王妃
- 陳有 飾 敏將軍
- 張活游 飾 洪丞相
- 張武孝 飾 吳菊軒
- 郭　鋒 飾 石駝
- 甘國衛 飾 小潘
- 高　崗 飾 瀟湘道長
- 林文偉 飾 孫猴子
- 林偉圖 飾 日本使者
- 張　沖 飾 李玉涵，擁翠山莊少莊主
- 呂瑞容 飾 秋靈素
- 李司棋 飾 柳無眉
- 蘇杏璇 飾 曲無容
- 陈敏儀 飾 長孫紅
- 楊盼盼 飾 鳳飛煙
- 呂有慧 飾 陰姬
- 黃杏秀 飾 宮南燕
- 鄭麗芳 飾 陰倩
- 陳玉蓮 飾 楊雁
- 劉雅麗 飾 藍蘋
- 羅　蘭 飾 屏姐（蓉蓉的姑媽）
- 莊文清 飾 小青
- 余綺霞 飾 凌素娥，丁鐵幹妻子
- 徐廣林 飾 青鬍子
- 艾　迪 飾 金元
- 石　堅 飾 李觀魚
- 關　鍵 飾 戴獨行
- 駱　恭 飾 天峰大師
- 金興賢 飾 冷秋魂，硃砂幫總管
- 何貴林 飾 余護花
- 鄭子敦 飾 不空大師
- 周　吉 飾 史七郎
- 陳鴻烈 飾 丁鐵幹
- 江　毅 飾 白玉魔
- 陳百祥 飾 神捕飛鷹
- 黃造時 飾 神水宮宮女
- 陳敏兒 飾 神水宮宮女
- 余慕蓮 飾 神水宮宮女朱姑娘
- 梁碧玲 飾 神水宮宮女
- 梁潔華 飾 神水宮宮女
- 景黛音 飾 傻女盈盈，冷秋魂未過門妻子
- 湯鎮業 飾 官差
- 廖啟智 飾 官差 / 路過的小偷 / 峨嵋弟子的友人
- 魯振順 飾 官差
- 李成昌 飾 官差
- 陸應康 飾 官差
- 艾　威 飾 官差
- 李國麟 飾 張百明，李玉涵友人
- 黃栢文 飾 市集裡賣孫學圃畫的人
- 龍天生 飾 迦葉，不空大師弟子
- 俞　明 飾 張東城
- 曹　濟 飾 左護法

## 劇集歌曲
主題曲：《楚留香》
- 作曲：顧嘉煇
- 塡詞：鄧偉雄、黃霑
- 主唱：鄭少秋

插曲：《留香恨》
- 作曲：顧嘉煇
- 塡詞：鄧偉雄
- 主唱：鄭少秋

## 影碟發行
以下所有影碟發行均由電視廣播(國際)有限公司授權：
香港發行代理商現代音像(國際)有限公司於2001年推出發行了《楚留香》VCD影碟零售版本，此影碟將全劇製作成30隻碟，但劇情被刪剪了三分之一左右，一套共分為三盒影碟，設有粵語及國語發音版本並配上繁體中文字幕，另外每盒影碟各有一隻VCD為隨碟附送，從第一盒至尾分別有：由鄭少秋和汪明荃主演的「民間傳奇系列之三司會審玉堂春」、由關聰主演的「民間傳奇系列之妙賊我來也」、以及「巨星單元劇場」之歐陽珮珊篇；此影碟於2012年由華娛有限公司取代舊發行代理商重新發行，其中所有隨碟附送不在新發行代理商之影碟裡。
台灣發行代理商弘音多媒體於2007年推出發行了《楚留香》DVD-Video零售本，此影碟收錄的是VCD刪減版，一套共有8隻碟分為兩盒影碟，設有粵語及國語發音版本並配上非隱藏繁體中文字幕。

## 外部連結
- tjh0327~~港劇楚留香片頭音樂(未加入演員表)
- tjh0327~~港劇楚留香片頭音樂(已加入演員表)
- 懷舊港劇天地 - 楚留香

| 香港無綫電視翡翠台 星期一至五 10:00-10:30 早上劇集時段 | 香港無綫電視翡翠台 星期一至五 10:00-10:30 早上劇集時段 | 香港無綫電視翡翠台 星期一至五 10:00-10:30 早上劇集時段 |
| ------------------------------------------------------ | ------------------------------------------------------ | ------------------------------------------------------ |
|                                                        | 楚留香 （2015.01.02 - 2015.07.10）                     |                                                        |
| 冰鎮企鵝仔 （非戲劇節目） （2014.12.22 - 2015.01.01）  | 問問MC蛛 （非戲劇節目） （2015.07.13 - 2015.09.08）    |                                                        |